# Ministre chargé des Affaires européennes
Le Gouvernement français peut avoir un ministre chargé des Affaires européennes, qui conduit les relations avec l'Union européenne. Il peut être un ministre délégué ou un secrétaire d’état. Le nom exact est fixé pour chaque nomination. Ce portefeuille est généralement dans le périmètre du ministre des affaires étrangères.
Depuis le 21 septembre 2024, Benjamin Haddad est ministre délégué chargé de l'Europe.

## Attributions
Le ministre chargé des affaires européennes, traite, par délégation du ministre des affaires étrangères, l'ensemble des questions relatives à la construction européenne, y compris les questions institutionnelles.
À ce titre, il suit notamment les questions relatives à l'Union européenne, à l'Espace économique européen et au Conseil de l'Europe. Il est associé en tant que de besoin à la définition de la Politique étrangère et de sécurité commune.
Le ministre chargé des Affaires européennes assure la présidence tournante du Comité des ministres du Conseil de l'Europe (Pierre Moscovici en 1997 et Amélie de Montchalin en 2019).

## Ministre ou secrétaire d'État

### IVeRépublique
Entre 1950 et 1953, un poste de ministre chargé du Conseil de l'Europe est créé pour de brèves périodes. En outre, sous l'éphémère gouvernement Pflimlin en mai 1958, il existe un poste de ministre des Institutions européennes.

### VeRépublique
La fonction fait réellement son apparition en septembre 1978, avec la création dans le 3e gouvernement de Raymond Barre d'un secrétariat d'État auprès du ministère des Affaires étrangères, chargé des Affaires européennes. À l'arrivée de la gauche au pouvoir en mai 1981, celui-ci devient un ministère délégué. Par la suite, les dénominations varient au gré des gouvernements.

## Liste des titulaires

### Sous laIVeRépublique
| Période                        | Nom                 | Intitulé                                                                      |
| ------------------------------ | ------------------- | ----------------------------------------------------------------------------- |
| 12 juillet 1950 - 11 août 1951 | Guy Mollet          | Ministre d'État puis vice-président du Conseil, chargé du Conseil de l'Europe |
| 20 janvier - 11 mars 1952      | Pierre Pflimlin     | Ministre d'État, chargé du Conseil de l'Europe                                |
| 27 juin - 4 septembre 1953     | François Mitterrand | Ministre délégué au Conseil de l'Europe                                       |
| 17 mai - 1er juin 1958         | Maurice Faure       | Ministre des Institutions européennes                                         |

### Sous laVeRépublique
| Ministre délégué ou secrétaire d'État                                                                   | Ministre délégué ou secrétaire d'État                | Intitulé                                          | Parti                                  | Ministre de tutelle                                                | Ministre de tutelle                                                  | Intitulé                                                                  | Période                                | Période                                | Gouvernement                           |
| Présidence de Valéry Giscard d'Estaing                                                                  | Présidence de Valéry Giscard d'Estaing               | Présidence de Valéry Giscard d'Estaing            | Présidence de Valéry Giscard d'Estaing | Présidence de Valéry Giscard d'Estaing                             | Présidence de Valéry Giscard d'Estaing                               | Présidence de Valéry Giscard d'Estaing                                    | Présidence de Valéry Giscard d'Estaing | Présidence de Valéry Giscard d'Estaing | Présidence de Valéry Giscard d'Estaing |
| --- | ---------------------------------------------------- | ------------------------------------------------- | -------------------------------------- | ------------------------------------------------------------------ | -------------------------------------------------------------------- | ------------------------------------------------------------------------- | -------------------------------------- | -------------------------------------- | -------------------------------------- |
| Aucun                                                                                                   | Aucun                                                | Aucun                                             | Aucun                                  |                                                                    | Louis de Guiringaud                                                  | Ministre des Affaires étrangères                                          | 5 avril 1978                           | 11 septembre 1978                      | Barre 3                                |
| | Pierre Bernard-Reymond                               | Secrétaire d'État                                 | UDF-CDS                                | 11 septembre 1978                                                  | Louis de Guiringaud                                                  | Ministre des Affaires étrangères                                          | 29 novembre 1978                       |                                        | Barre 3                                |
| | Pierre Bernard-Reymond                               | Secrétaire d'État                                 | UDF-CDS                                | Jean François-Poncet                                               | 29 novembre 1978                                                     | Ministre des Affaires étrangères                                          | 13 mai 1981                            |                                        | Barre 3                                |
| Présidence de François Mitterrand                                                                       |                                                      |                                                   |                                        |                                                                    |                                                                      |                                                                           |                                        |                                        |                                        |
| | André Chandernagor                                   | Ministre délégué chargé des Affaires européennes  | PS                                     |                                                                    | Claude Cheysson                                                      | Ministre des Relations extérieures                                        | 22 mai 1981                            | 22 mars 1983                           | Mauroy 1 Mauroy 2                      |
| 24 mars 1983                                                                                            | André Chandernagor                                   | Ministre délégué chargé des Affaires européennes  | PS                                     | 7 décembre 1983                                                    | Claude Cheysson                                                      | Ministre des Relations extérieures                                        | Mauroy 3                               |                                        |                                        |
| Aucun                                                                                                   | Aucun                                                | Aucun                                             | Aucun                                  | 7 décembre 1983                                                    | Claude Cheysson                                                      | Ministre des Relations extérieures                                        | Mauroy 3                               | 17 décembre 1983                       |                                        |
| | Roland Dumas                                         | Ministre chargé des Affaires européennes          | PS                                     | 18 décembre 1983                                                   | Claude Cheysson                                                      | Ministre des Relations extérieures                                        | Mauroy 3                               | 17 juin 1984                           |                                        |
| Ministre chargé des Affaires européennes, porte-parole du Gouvernement                                  | Roland Dumas                                         | 18 juin 1984                                      | PS                                     | 17 juillet 1984                                                    | Claude Cheysson                                                      | Ministre des Relations extérieures                                        | Mauroy 3                               |                                        |                                        |
| Ministre chargé des Affaires européennes, porte-parole du Gouvernement                                  | Roland Dumas                                         | Plein exercice                                    | Plein exercice                         | Plein exercice                                                     | 19 juillet 1984                                                      | 7 décembre 1984                                                           | Fabius                                 |                                        |                                        |
| | Catherine Lalumière                                  | Secrétaire d'État chargé des Affaires européennes | PS                                     |                                                                    | Roland Dumas                                                         | Ministre des Relations extérieures                                        | Fabius                                 | 7 décembre 1984                        | 20 mars 1986                           |
| Aucun                                                                                                   | Aucun                                                | Aucun                                             | Aucun                                  |                                                                    | Jean-Bernard Raimond                                                 | Ministre des Affaires étrangères                                          | 20 mars 1986                           | 18 août 1986                           | Chirac 2                               |
| | Bernard Bosson                                       | Ministre délégué chargé des Affaires européennes  | UDF-CDS                                | 19 août 1986                                                       | Jean-Bernard Raimond                                                 | Ministre des Affaires étrangères                                          | 10 mai 1988                            |                                        | Chirac 2                               |
| | Édith Cresson                                        | Ministre des Affaires européennes                 | PS                                     | Plein exercice                                                     | Plein exercice                                                       | Plein exercice                                                            | 12 mai 1988                            | 23 juin 1988                           | Rocard 1                               |
| 28 juin 1988                                                                                            | Édith Cresson                                        | Ministre des Affaires européennes                 | PS                                     | Plein exercice                                                     | Plein exercice                                                       | Plein exercice                                                            | 2 octobre 1990                         | Rocard 2                               |                                        |
| | Élisabeth Guigou                                     | Ministre délégué chargé des Affaires européennes  | PS                                     |                                                                    | Roland Dumas                                                         | Ministre d'État, ministre des Affaires étrangères                         | 2 octobre 1990                         | Rocard 2                               | 15 mai 1991                            |
| Ministre délégué aux Affaires européennes                                                               | Élisabeth Guigou                                     | 16 mai 1991                                       | PS                                     | 29 mars 1993                                                       | Roland Dumas                                                         | Ministre d'État, ministre des Affaires étrangères                         | Cresson et Bérégovoy                   |                                        |                                        |
| Ministre délégué aux Affaires européennes                                                               |                                                      | Alain Lamassoure                                  | UDF-PR                                 |                                                                    | Alain Juppé                                                          | Ministre des Affaires étrangères                                          | 30 mars 1993                           | 11 mai 1995                            | Balladur                               |
| Ministre délégué aux Affaires européennes                                                               | Présidence de Jacques Chirac                         |                                                   |                                        |                                                                    |                                                                      |                                                                           |                                        |                                        |                                        |
| | Michel Barnier                                       | Ministre délégué aux Affaires européennes         | RPR                                    |                                                                    | Hervé de Charette                                                    | Ministre des Affaires étrangères                                          | 18 mai 1995                            | 2 juin 1997                            | Juppé 1 Juppé 2                        |
| | Pierre Moscovici                                     | Ministre délégué chargé des Affaires européennes  | PS                                     |                                                                    | Hubert Védrine                                                       | Ministre des Affaires étrangères                                          | 4 juin 1997                            | 6 mai 2002                             | Jospin                                 |
| | Renaud Donnedieu de Vabres                           | Ministre délégué aux Affaires européennes         | DL                                     |                                                                    | Dominique de Villepin                                                | Ministre des Affaires étrangères, de la Coopération et de la Francophonie | 7 mai 2002                             | 17 juin 2002                           | Raffarin 1                             |
| | Noëlle Lenoir                                        | Ministre déléguée aux Affaires européennes        | DVG                                    | Ministre des Affaires étrangères                                   | Dominique de Villepin                                                | 17 juin 2002                                                              | 30 mars 2004                           | Raffarin 2                             |                                        |
| | Claudie Haigneré                                     | Ministre déléguée aux Affaires européennes        | SE                                     | Ministre des Affaires étrangères                                   |                                                                      | Michel Barnier                                                            | 31 mars 2004                           | 31 mai 2005                            | Raffarin 3                             |
| | Catherine Colonna                                    | Ministre déléguée aux Affaires européennes        | UMP                                    | Ministre des Affaires étrangères                                   |                                                                      | Philippe Douste-Blazy                                                     | 2 juin 2005                            | 15 mai 2007                            | de Villepin                            |
| Présidence de Nicolas Sarkozy                                                                           |                                                      |                                                   |                                        |                                                                    |                                                                      |                                                                           |                                        |                                        |                                        |
| | Jean-Pierre Jouyet                                   | Secrétaire d'État chargé des Affaires européennes | DVG                                    |                                                                    | Bernard Kouchner                                                     | Ministre des Affaires étrangères et européennes                           | 18 mai 2007                            | 19 juin 2007                           | Fillon 1                               |
| 19 juin 2007                                                                                            | Jean-Pierre Jouyet                                   | Secrétaire d'État chargé des Affaires européennes | DVG                                    | 12 décembre 2008                                                   | Bernard Kouchner                                                     | Ministre des Affaires étrangères et européennes                           | Fillon 2                               |                                        |                                        |
| | Bruno Le Maire                                       | Secrétaire d'État chargé des Affaires européennes | UMP                                    | 12 décembre 2008                                                   | Bernard Kouchner                                                     | Ministre des Affaires étrangères et européennes                           | Fillon 2                               | 23 juin 2009                           |                                        |
| | Pierre Lellouche                                     | Secrétaire d'État chargé des Affaires européennes | UMP                                    | 23 juin 2009                                                       | Bernard Kouchner                                                     | Ministre des Affaires étrangères et européennes                           | Fillon 2                               | 13 novembre 2010                       |                                        |
| | Laurent Wauquiez                                     | Ministre chargé des Affaires européennes          | UMP                                    |                                                                    | Michèle Alliot-Marie                                                 | Ministre d'État, ministre des Affaires étrangères et européennes          | 14 novembre 2010                       | 27 février 2011                        | Fillon 3                               |
| | Laurent Wauquiez                                     | Ministre chargé des Affaires européennes          | UMP                                    | Alain Juppé                                                        | 28 février 2011                                                      | Ministre d'État, ministre des Affaires étrangères et européennes          | 29 juin 2011                           |                                        | Fillon 3                               |
| | Jean Leonetti                                        | Ministre chargé des Affaires européennes          | UMP                                    | Alain Juppé                                                        | 29 juin 2011                                                         | Ministre d'État, ministre des Affaires étrangères et européennes          | 10 mai 2012                            |                                        | Fillon 3                               |
| Présidence de François Hollande                                                                         |                                                      |                                                   |                                        |                                                                    |                                                                      |                                                                           |                                        |                                        |                                        |
| | Bernard Cazeneuve                                    | Ministre délégué chargé des Affaires européennes  | PS                                     |                                                                    | Laurent Fabius                                                       | Ministre des Affaires étrangères                                          | 16 mai 2012                            | 18 juin 2012                           | Ayrault 1                              |
| 21 juin 2012                                                                                            | Bernard Cazeneuve                                    | Ministre délégué chargé des Affaires européennes  | PS                                     | 19 mars 2013                                                       | Laurent Fabius                                                       | Ministre des Affaires étrangères                                          | Ayrault 2                              |                                        |                                        |
| | Thierry Repentin                                     | Ministre délégué chargé des Affaires européennes  | PS                                     | 19 mars 2013                                                       | Laurent Fabius                                                       | Ministre des Affaires étrangères                                          | Ayrault 2                              | 31 mars 2014                           |                                        |
| Aucun                                                                                                   | Aucun                                                | Aucun                                             | Aucun                                  | Ministre des Affaires étrangères et du Développement international | Laurent Fabius                                                       | 2 avril 2014                                                              | 9 avril 2014                           | Valls 1                                |                                        |
| | Harlem Désir                                         | Secrétaire d’État chargé des affaires européennes | PS                                     | Ministre des Affaires étrangères et du Développement international | Laurent Fabius                                                       | 9 avril 2014                                                              | 25 août 2014                           | Valls 1                                |                                        |
| 26 août 2014                                                                                            | Harlem Désir                                         | Secrétaire d’État chargé des affaires européennes | PS                                     | Ministre des Affaires étrangères et du Développement international | Laurent Fabius                                                       | 11 février 2016                                                           | Valls 2                                |                                        |                                        |
| | Harlem Désir                                         | Secrétaire d’État chargé des affaires européennes | PS                                     | Ministre des Affaires étrangères et du Développement international | Jean-Marc Ayrault                                                    | 11 février 2016                                                           | Valls 2                                | 6 décembre 2016                        |                                        |
| 6 décembre 2016                                                                                         | Harlem Désir                                         | Secrétaire d’État chargé des affaires européennes | PS                                     | Ministre des Affaires étrangères et du Développement international | Jean-Marc Ayrault                                                    | 5 avril 2017                                                              | Cazeneuve                              |                                        |                                        |
| Secrétaire d'État chargé des Affaires européennes, de la Promotion du tourisme et du Commerce extérieur | Harlem Désir                                         | 5 avril 2017                                      | PS                                     | Ministre des Affaires étrangères et du Développement international | Jean-Marc Ayrault                                                    | 10 mai 2017                                                               | Cazeneuve                              |                                        |                                        |
| Présidence d'Emmanuel Macron                                                                            |                                                      |                                                   |                                        |                                                                    |                                                                      |                                                                           |                                        |                                        |                                        |
| | Marielle de Sarnez                                   | Ministre chargée des Affaires européennes         | MoDem                                  |                                                                    | Jean-Yves Le Drian                                                   | Ministre de l'Europe et des Affaires étrangères                           | 17 mai 2017                            | 20 juin 2017                           | Philippe 1                             |
| | Nathalie Loiseau                                     | Ministre chargée des Affaires européennes         | LREM                                   |                                                                    | Jean-Yves Le Drian                                                   | Ministre de l'Europe et des Affaires étrangères                           | 21 juin 2017                           | 27 mars 2019                           | Philippe 2                             |
| Amélie de Montchalin                                                                                    | Secrétaire d’État chargé(e) des Affaires européennes | 31 mars 2019                                      | LREM                                   | 6 juillet 2020                                                     | Jean-Yves Le Drian                                                   | Ministre de l'Europe et des Affaires étrangères                           |                                        |                                        | Philippe 2                             |
| | Secrétaire d’État chargé(e) des Affaires européennes | Clément Beaune,                                   | LREM-TdP                               |                                                                    | Jean-Yves Le Drian                                                   | Ministre de l'Europe et des Affaires étrangères                           | 26 juillet 2020                        | 20 mai 2022                            | Castex                                 |
| Ministre délégué chargé de l'Europe                                                                     |                                                      | Clément Beaune,                                   | LREM-TdP                               | Catherine Colonna                                                  | 20 mai 2022                                                          | Ministre de l'Europe et des Affaires étrangères                           | 4 juillet 2022                         | Borne,                                 |                                        |
| Laurence Boone                                                                                          | Secrétaire d'Etat chargée de l'Europe                | DVG                                               | 4 juillet 2022                         | Catherine Colonna                                                  | 11 janvier 2024                                                      | Ministre de l'Europe et des Affaires étrangères                           |                                        | Borne,                                 |                                        |
| | Jean-Noël Barrot                                     | Ministre délégué chargé de l'Europe               | MoDem                                  |                                                                    | Stéphane Séjourné                                                    | Ministre de l'Europe et des Affaires étrangères                           | 8 février 2024                         | 21 septembre 2024                      | Attal                                  |
| | Benjamin Haddad                                      | Ministre délégué chargé de l'Europe               | RE                                     |                                                                    | Michel Barnier et Jean-Noël Barrot (double tutelle Matignon et Quai) | Ministre de l'Europe et des Affaires étrangères                           | 21 septembre 2024                      | 23 décembre 2024                       | Barnier                                |
| | Benjamin Haddad                                      | Ministre délégué chargé de l'Europe               | RE                                     | Jean-Noël Barrot                                                   | 23 décembre 2024                                                     | Ministre de l'Europe et des Affaires étrangères                           | en cours                               | Bayrou                                 |                                        |